# Юліан Вайгль
Юліан Вайгль (нім. Julian Weigl; нар. 8 вересня 1995, Бад-Айблінг) — німецький футболіст, півзахисник лісабонської «Бенфіки». На умовах оренди виступає за «Боруссію» (Менхенгладбах).

## Кар'єра

### Мюнхен 1860
Вайгль — вихованець футбольної школи «Мюнхен 1860». Його дебют відбувся 14 лютого 2014 року в матчі Другої бундесліги проти «Інгольштадта 04». Юліан замінив Янніка Старка на 66 хвилині, матч закінчився поразкою Мюнхена з рахунком 2:0. У своєму першому сезоні за основну команду «Мюнхен 1860» він встиг зіграти 14 матчів. У першому матчі сезону 2014/15 проти «Кайзерслаутерна» Вайгль, якому було лише 18 років, був призначений капітаном. Завдяки цьому він став наймолодшим капітаном в історії «Мюнхен 1860». Після другого матчу сезону Вейгль був оштрафований і відправлений у другу команду разом з товаришами по команді Вітусом Айхером, Даніелем Адлангом і Янником Старком, капітаном знову став Крістофер Шиндлер, причиною цьому послужило те, що вони вживали спиртні напої пізно вночі, внаслідок чого про клуб стали ходити негативні чутки. Пізніше Вайгль був виправданий.

### Боруссія Дортмунд
Після сезону 2014/2015 Вайгль у червні 2015 року перейшов у дортмундську «Боруссію» за 2.50 млн євро, підписавши з клубом контракт до 2019 року. Його офіційний дебют за «Боруссію» (Дортмунд) відбувся 30 липня 2015 року в матчі кваліфікації Ліги Європи 2015/2016 проти австрійського «Вольфсбергера», Юліан вийшов у стартовому складі і відіграв 66 хвилин після чого був замінений іншим новачком «Боруссії» Гонсало Кастро, матч закінчився перемогою «Боруссії» з рахунком 1:0. 15 серпня 2015 року відбувся дебют Вайгля в чемпіонаті Німеччини, він вийшов у стартовому складі команди з Дортмунда в матчі 1-го туру Бундесліги 2015/2016 проти менхендладбахської «Боруссії», матч закінчився перемогою команди Юліана з рахунком 4:0, а сам Вайгль відіграв весь матч і вніс вагомий внесок у цю перемогу своїми передачами, точність яких становила 95 %.

### Бенфіка
31 грудня 2019 було анонсовано, що з нового року Юліан стане гравцем лісабонської «Бенфіки», сума трансферу становить 20 млн євро.

## Міжнародна кар'єра
Вайгль почав представляти Німеччину на молодіжному рівні в ході кваліфікації до чемпіонату Європи з футболу 2014 року серед юнаків до 19 років, який був, в кінцевому результаті, і виграний збірною Німеччини. З серпня 2014 року він стає частиною команди  U-20. 13 жовтня 2014 Вайгль забив свій перший гол у матчі проти збірної Нідерландів U-20, який завершився з рахунком 1-1.
2016 дебютував у складі національної збірної Німеччини.

## Титули і досягнення
- Володар Кубка Німеччини (1):

«Боруссія» (Дортмунд): 2016-17
- Володар Суперкубка Німеччини (1):

«Боруссія» (Дортмунд): 2019